# Klein Berßen
Klein Berßen település Németországban, azon belül Alsó-Szászország tartományban. Lakosainak száma 1169 fő (2023. december 31.). Klein Berßen Meppen, Stavern, Groß Berßen és Haselünne községekkel határos.

## Népesség
A település népességének változása:
| Lakosok száma | 1106 | 1123 | 1135 | 1167 | 1156 | 1169 |
|               | 2016 | 2017 | 2019 | 2021 | 2022 | 2023 |